# Температура
Температурата (означава се със символа T) (на латински: temperatura – правилно смесване, нормално състояние) е физична величина, характеризираща средната кинетична енергия на частиците от дадена макроскопична система, намираща се в състояние на термодинамично равновесие. Тя е свързана също със субективните усещания за топло и студено, а количествено се измерва с термометри, които могат да бъдат калибрирани да показват температурата в различни температурни скàли.
Температурата е физично свойство на материята, което количествено изразява общите понятия за горещо и студено. Предмети с ниска температура са студени, а с различни степени на по-високи температури са по-топли или горещи. Когато пътя за пренос на топлина между тях е отворен, топлината спонтанно тече от тела с по-висока температура към тела с по-ниска температура. Дебитът се увеличава с температурната разлика, а не с топлинна енергия, тя ще се обменя между тела със същата температура, които след това се казва, че са в „топлинно равновесие“. В термодинамичната система, в която ентропията се счита за независима външна контролираща променлива или константа, термодинамичната температура се определя като производната на вътрешната енергия по отношението на ентропията. В един идеален газ, съставните молекули не показват вътрешни възбуждания. Те се движат по първия закон на Нютон за движението, свободно и независимо един от друг, освен по време на сблъсъци, които продължават пренебрежимо кратко време. Температурата на идеален газ е пропорционална на средната транслационна кинетична енергия на молекулите.
Амплитудата на температурните вибрации се увеличава с температурата. Температурата играе важна роля във всички области на природните науки, като физика, геология, химия, атмосферни науки и биология.
В равновесно състояние температурата има еднаква стойност за всички макроскопични части на системата. Ако в системата две тела имат еднаква температура, кинетичната енергия на техните частици не се предава между телата. Ако има разлика между температурите, то определено количество топлина се предава от тялото с по-висока температура към тялото с по-ниска температура, до изравняване на температурите. Това количество топлина се определя от Първия закон на термодинамиката и свойствата на температурата се изучават от раздела термодинамика.
Температурата е едно от основните понятия в областта на термодинамиката. Особено важни в тази област са разликите в температурата между различни части, защото тези различия са движещата сила за топлина, а топлината е пренос на топлинна енергия от места с по-висока температура към места с по-ниска температура.

## Исторически данни за произхода на названието „температура“
Думата „температура“ възниква по времето, когато хората смятат, че в по-нагрятите тела се съдържа по-голямо количество от някакво особено вещество – „топлород“, отколкото в по-малко нагрятите. Затова температурата се възприема по това време (подобно на алкохолните напитки) като показател (градус, степен) за „топлородното“ съдържание в сместа, съставена от веществото на тялото и „топлорода“. По тази причина единиците за измерване на алкохолното съдържание на спиртните напитки и температурата се наричат еднакво – градуси.

## Основна теория
За разлика от количеството топлина, температурата може да се разглежда като мярка за качеството „топлина“ на тялото. Когато две системи са с една и съща температура, няма директен пренос на топлина, тя възниква спонтанно от проводимост или радиация между тях. Когато съществува температурна разлика между тях и има термично-проводяща или радиационна връзка между тях, се осъществява спонтанен пренос на топлина от по-топлата система към по-студената система, докато те станат в топлинно равновесие. Преноса на топлина се осъществява чрез топлопроводимост или чрез топлинна радиация. Експерименталните физици, като например Галилей и Нютон, са установили, че има безкрайно много емпирични температурни скали.

## Употреба в науката
Много от физичните свойства на веществата, включително фазата на твърдо, течно, газообразно или плазмено състояние, плътност, разтворимост, парно налягане и електрическа проводимост зависят от температурата. Температурата също играе важна роля при определянето на скоростта и обхвата на протичане на химичните реакции.
Това е една от причините човешкото тяло да има няколко сложни механизми за поддържане на постоянна температура от 310 K, тъй като температура само с няколко градуса по-висока или по-ниска може да доведе до вредни реакции със сериозни последствия. Температурата също определя топлинното излъчване от повърхността на даден предмет. Едно от приложенията на този ефект е в лампата с нажежаема жичка, в която волфрамова жичка при протичане на ток се нагрява до температура, при която се отделя значително количество видима светлина. Скоростта на звука също е функция на температурата.

### Определение на температура в термодинамиката
Температурата е една от основните величини, изучавани в областта на термодинамиката, която е част от физиката, но има отношение и към химията и биологията. Изучава се връзката между топлина и работа с помощта на специална скала на температурата, наречена абсолютната температурна скала. Тя е въведена от лорд Келвин и започва от нулевата ентропия, т.нар. абсолютна нула, като няма отрицателна стойност. В термодинамични условия температурата е микроскопична и интензивно променяща се величина, тъй като е независима от по-голямата част от елементарните частици, съдържащи се вътре, независимо дали са атоми или молекули. Всяка система в термодинамично равновесие има определена температура. Когато две системи с еднаква температура са в контакт, системите остават в равновесие, но когато температурите на системите са различни, в тях започват процеси, които продължават до установяване на равновесие. Реалните системи в света често не са в термодинамично равновесие и не са хомогенни. За проучване на методите на класическата необратимост в термодинамиката, тялото обикновено е пространствено и времево разделено концептуално в съобразени клетки с малки размери.

#### Температура на тела в термодинамично равновесие
В експерименталната физика се казва, че едно тяло е по-горещо от друго, когато показанията на термометрите са различни и на горещото е с по-висока стойност. Телата имат една и съща температура, т.е. термометрите показват една и съща стойност, когато са в термодинамично равновесие. Това е фундаментален характер на температурата и термометрите за телата, намиращи се в термодинамично равновесие. Това не изисква двата термометъра да имат линейна връзка между техните цифрови скали, но връзката между техните числени показания ще бъде строго монотонна. В определен смисъл по-топлото тяло, независимо от калориметрията или свойствата на определени материали, има по-голямо топлинно излъчване. Излъчването на електромагнитни вълни е за сметка на вътрешната енергия на веществото. Има непрекъснат спектър с максимум, чието положение се определя от температурата Т на излъчващото вещество. Топлинното излъчване е присъщо на всички тела с Т > 0 К. При равновесно излъчване разпределението на енергията в спектъра зависи само от Т и се определя от закона на Планк.
{\displaystyle I(\nu )={\frac {2h\nu ^{3}}{c^{2}}}{\frac {1}{\exp \left({\frac {h\nu }{kT}}\right)-1}}}
Ако температурата на едно тяло е по-висока отколкото тази на околната среда, то излъчва, ако е по-малка – поглъща. Частни случаи на закона на Планк са законите на Стефан-Болцман и на Вин.
С изключение на случая, когато една система претърпява фазов преход, като например топене на лед, когато една затворена система получава топлина без промяна в обема и без промяна на външните сили, действащи върху нея, температурата ѝ се повишава. За система, подложена на фазов преход бавно, така че отклонението от термодинамичното равновесие може да се пренебрегне, температурата остава постоянна, тъй като системата е снабдена с латентна топлина. Обратно – загубата на топлина от една затворена система без промяна на фазата, без промяна на обема и без промяна на външните сили, действащи върху нея, намалява температурата си.

#### Температура на тела в стабилно състояние, но не и в термодинамично равновесие
Докато за тела, които са в техните собствени равновесни състояния, понятието температура изисква всички емпирични термометри да са в съгласие по отношение на това кое от двете тела е по-горещо или че имат еднаква температура, това изискване не е от значение за тела, които са в стабилно състояние, макар и не в термодинамично равновесие. Тогава може да се окаже, че различните емпирични термометри не са на едно мнение по отношение на това кое е по-горещото тяло, и ако това е така, поне едно от телата няма добре дефинирана абсолютна термодинамична температура. Въпреки това всяко едно тяло и всеки един подходящ емпиричен термометър може да поддържа понятията емпирична, не-абсолютна горещина и температура за подходящ набор от процеси. Това има значение за изучаването на неравновесната термодинамика.

#### Термодинамично аксиомно равновесие
За аксиоматичното третиране на термодинамичното равновесие след 1930 г. става обичайно да се ползва нулевия закон за термодинамиката. Обичайно посоченият минималистичен вариант на такъв закон постулира, че всички тела, които са термично свързани така, че да са в топлинно равновесие, имат една и съща температура по дефиниция, но не установяват температурата като определено количество под формата на реално мащабно число.
По-обобщена версия на този закон разглежда емпиричната температура като диаграма на горещината. Докато нулевият закон позволява съществуването на много различни емпирични температурни скали, вторият закон на термодинамиката подбира единна скала, предпочитана абсолютна температура, уникална и единствена до произволно избран скален фактор, наречена термодинамична температура. Ако вътрешната енергия се разглежда като функция на обема и ентропията на хомогенна система в термодинамично равновесие, термодинамичната абсолютна температура е частна производна на вътрешната енергия по отношение на ентропията при постоянен обем. Неговата естествена начална производна или нулева точка е абсолютната нула, при която ентропията на всяка система е най-малка. Въпреки че това е най-ниската абсолютна температура, описана от модела, третият закон на термодинамиката постулира, че абсолютната нула не може да бъде достигната от никоя физична система.

### Подход към температурата в статистическата механика
Статистическата механика осигурява микроскопично тълкуване на температурата, въз основа на макроскопични системи, състоящи се от много частици, като молекули и йони от различни видове. Тя обяснява макроскопичните явления от гледна точка на механиката за молекулите и йоните и дава статистически оценки на съвместните им съединения.
На молекулярно ниво, температурата е резултат от движението на частиците, които изграждат материала. Движещите се частици носят кинетична енергия. Температурата се покачва, вследствие на това движение и нарастване на кинетичната енергия. Движението може да бъде транслационно движение на частиците, или енергията на частиците се дължи на молекулни вибрации или възбуждане на електрона на енергийно ниво. Въпреки че се изисква много специализирано лабораторно оборудване за директното засичане транслационните термични движения, термичните сблъсъци на атоми или молекули с малките частици, суспендирани в течност създават Брауновото движение, което може да се види с обикновен микроскоп. Термичните движения на атомите са много бързи и с температури близки до абсолютната. Например когато учените в NIST постигат рекорд за определяне на ниска температура от 700 НК (1 NK = 10 – 9 K) през 1994 г., те са използвали лазерно оборудване, за да се създаде оптична решетка с адиабатно хладни цезиеви атоми. След това те изключват лазерите и измерват директно атомната скорост от седем милиметра в секунда, за да се изчисли температурата им.
Молекули като кислорода (O2) имат повече степени на свобода, отколкото единичните сферични атоми: те се подлагат на ротационните и вибрационните движения, както и на преводи. Топлината води до увеличаване на температурата, а това се дължи на увеличение на средната транслационна енергия на молекулите. Така молекулният газ ще изисква повече енергия, за да увеличи температурата си с определена стойност, т.е., ще има по-голям топлинен капацитет от моноатомен газ.
Процесът на охлаждане включва отделянето на топлинна енергия от системата. Когато няма повече енергия, която да се отдели, системата е в абсолютната нула, което не може да бъде постигнато експериментално. Абсолютната нула е нулевата точка на термодинамичната температурна скала, също наричана абсолютна температура. Ако беше възможно да се охлади система до абсолютната нула движението на частиците съставляващи я ще застинат и те ще бъдат в пълен покой. Под микроскоп в описанието на квантовата механика обаче, материята все още има нулевата точка на енергия дори и при абсолютната нула, защото е на принципа на неопределеността.
В статистическата физика температурата се разглежда като производната на енергията на една термодинамична система по отношение на нейната ентропия.
{\displaystyle T={\frac {dE}{dS}}}

## Топлинен капацитет
Специфичен топлинен капацитет или само топлинен капацитет е съотношението между топлината, която се пренася към повишаването на температурата на тялото.
{\displaystyle C={\frac {\Delta Q}{\Delta T}}.}
където ∆Q е въведената топлина, ∆T – промяната в температурата, а C – специфичният топлинен капацитет на материала.
Когато пробата се нагрява, което означава, че получава топлинна енергия от външен източник, част от получената топлина се преобразува в кинетична енергия, а останалата част – в други форми на вътрешна енергия, специфични за материала. Превръщането в кинетична енергия кара тялото да повиши температурата си.
Ако топлинната мощност се измерва за определено количество вещество, специфичната топлина е мярка за количеството топлина, което се пренася, за да се повиши температурата на единица количество с една единица температура. Например за да се повиши температурата на 1 килограм вода с един келвин (равен на един градус Целзий), се изискват 4186 джаула за килограм (J/kg).

## Температурни скали и мерни единици
Голяма част от света използва скалата на Целзий (°C) за повечето измервания на температурата. Тя има същото постепенно мащабиране като скалата на Келвин, използвана от учените, но определя своя нулевата точка при 0 °C = 273,15 K около точката на замръзване на водата (при налягане една атмосфера). В САЩ се използва скалата на Фаренхайт, при която водата замръзва при 32 °F и кипи при 212 °F (при налягане една атмосфера).
За практическите цели на научното измерване на температура, Международната система единици (SI) определя мащаба и единица за термодинамична температура с помощта на лесно възпроизводима температура на тройната точка на водата като втора отправна точка. Причината за този избор е, че за разлика от точката на замръзване и кипене, температурата на тройната точка на налягането е независима (тройната точка е фиксирана точка на двуизмерен парцел на налягане спрямо температурата). По исторически причини температура на тройната точка на водата се определя на 273,16 единици на измерваното увеличение, което е кръстено на Келвин в чест на шотландския физик, който пръв определил мащаба. Единица символ за келвин е К.
Абсолютната нула се дефинира като температура от точно 0 келвина, което е равно на -273,15 °C или -459,67 °F.

### Келвин
Основната единица за температура в Международната система единици (SI) e келвинът, една от седемте основни единици, и се означава с K. Един келвин представлява 1/273,16 част от термодинамичната температура на тройната точка на водата (това е точката, при която водата, ледът и водната пара съществуват в равновесие). Температурата 0 K или −273,15 °C се нарича абсолютна нула и съответства на точката, в която молекулите и атомите имат възможно най-малката топлинна енергия и топлинното движение престава в класическото описание на термодинамиката.
Скалата на Келвин е кръстена на инженера и физика Уилям Томсън, 1-ви барон Келвин (1824 – 1907), който пише за необходимостта от „абсолютна термометрична скала“. Докато деленията на температурните скали Фаренхайт и Целзий се наричат „градуси“, деленията на скалата на Келвин са просто „келвини“ и не се изписват със символа за градус (°). Келвинът се използва предимно във физичните науки. Важна температурна единица в теоретичната физика е температурата на Планк:
{\displaystyle T_{P}={\frac {m_{P}c^{2}}{k}}={\sqrt {\frac {\hbar c^{5}}{Gk^{2}}}}} (1 E30 K|1,41679 × 1032 K).

### Целзий
Във всекидневния живот най-удобна, най-разпространена и най-често използвана в света е скалата на Целзий (наречена на името на шведския астроном Андерс Целзий, 1701 – 1744). Тази скала е емпирична и по нея 0,01 °C е тройната точка на водата, а един градус е 1/273,16 част от температурната разлика между тройната точка на водата и абсолютната нула. Преди 1954 г. ска̀лата е дефинирана с точката на замръзване на водата – 0 °C и точката ѝ на кипене – 100 °C при атмосферно налягане от 1 атмосфера (на ниво морско равнище).
Температурна разлика от 1 °C по тази скала е равна на температурната разлика от 1 К, така че скалата по същество е еднаква с келвиновата скала, но е изместена с температурата, при която водата замръзва (273,15 K). Така че за превръщане на градусите по Целзий в келвини, може да се използва уравнението:
{\displaystyle t_{C}=t_{K}-273,15}

### Фаренхайт
В САЩ все още широко се използва скалата на Фаренхайт (наред с прехода към скалата на Целзий). По тази скала точката на замръзване на водата отговаря на 32 °F, а точката на кипене – на 212 °F. Връзката между скалите на Целзий и Фаренхайт се дава от формулите:
{\displaystyle t_{F}={9 \over 5}\cdot t_{C}+32}
{\displaystyle t_{C}={5 \over 9}\cdot (t_{F}-32)}

### Реомюр
През 1730 година френският учен Рене-Антоан Реомюр предлага температурна скала, наречена по-късно на негово име. Ска̀лата на термометъра се определя от точката на замръзване и от точката на кипене на водата и е разделена на 80 градуса: 0 °R – температура на замръзване на водата; 80 °R – температура на кипене на водата. Връзката между градусите по скалата на Реомюр и по скалата на Целзий се дава с формулата:
{\displaystyle t_{R}={4 \over 5}\cdot t_{C}}
Реомюр е изобретател на спиртния термометър.
|                                                    | от Целзий (° C)              | в Целзий                     |
| -------------------------------------------------- | ---------------------------- | ---------------------------- |
| Фаренхайт (°F)                                     | [°F] = [°C] × 9⁄5 + 32       | [°C] = ([°F] − 32) × 5⁄9     |
| Келвин (K)                                         | [K] = [°C] + 273.15          | [°C] = [K] − 273.15          |
| Ранкин                                             | [°R] = ([°C] + 273.15) × 9⁄5 | [°C] = ([°R] − 491.67) × 5⁄9 |
| Делил                                              | [°De] = (100 − [°C]) × 3⁄2   | [°C] = 100 − [°De] × 2⁄3     |
| Нютон                                              | [°N] = [°C] × 33⁄100         | [°C] = [°N] × 100⁄33         |
| Реомюр                                             | [°Ré] = [°C] × 4⁄5           | [°C] = [°Ré] × 5⁄4           |
| Рьомер                                             | [°Rø] = [°C] × 21⁄40 + 7.5   | [°C] = ([°Rø] − 7.5) × 40⁄21 |
| Калкулатор за конвертиране на температурни единици |                              |                              |

### Някои интересни температурни стойности
| Температура | Описание                                     |
| ----------- | -------------------------------------------- |
| 57,78 °C    | Най-високата измерена температура на въздуха |
| −91,2 °C    | Най-ниската измерена температура на въздуха  |
| 37 °C       | Нормална температура на човешкото тяло       |
| 29,76 °C    | Температура на топене на галия               |
| 20 °C       | Нормална стайна температура                  |
| 3,97 °C     | Температура на максимална плътност на водата |
| 0,01 °C     | Тройна точка на водата                       |
| 0 °C        | Точка на замръзване на водата                |
| −17,78 °C   | Нула по скалата на Фаренхайт                 |
| −38,83 °C   | Тройна точка на живака                       |

Най-високата температура, създадена от човека, е около 10 трилиона K (която е сравнима с температурата на Вселената в първата секунда от създаването ѝ) и е постигната през 2010 г. при сблъсъка на оловни йони, ускорени почти до скоростта на светлината. Експериментът е проведен с Големия адронен ускорител.
Най-високата теоретично възможна температура е температурата на Планк. По-висока от тази температура не може да съществува, тъй като допълнително внесена енергия в система, нагрята до такава температура не повишава скоростта на частиците, а само генерира нови частици при сблъсъци, като броят на частиците в системата расте (всички субатомни частици се разпадат) а с това расте и масата на системата. Може да се предположи, че това е температурата на „кипене“ на физическия вакуум. Тази температура е приблизително равна на 1,41679(11)×1032 К.
Най-ниската температура, създадена от човека, е получена в 1995 г. от Ерик Корнел и Карл Уиман от Съединените щати по време на охлаждане на атомите на рубидий. Тя е над абсолютната нула с по-малко от 1 / 170 000 000 000 K (5,9 ×10-12 K).
Рекордно ниска температура на повърхността на земята −89,2 °С е регистрирана на съветската вътрешноконтинентална научна станция Восток, Антарктида (3488 метра над морското ниво) на 21 юли 1983 г. Рекордно висока температура на повърхността на земята 56,7 °С е регистрирана на 10 юли 1913 в ранчо Гринланд в Долината на смъртта (Калифорния, САЩ).

### Сравнение на някои температури в различни температурни скали
Нормалната средна температура на човешкото тяло е 36,6 °C ±0,7 °C, или 98,2 °F ±1,3 °F. Точното преобразуване на 98,6 °F е прието в Германия през 19 век да съответства на 37 °C. Въпреки това това значение не влиза в диапазона на нормалната средна температура на човешкото тяло, тъй като температурата на различните части е различна.
Някои стойности в долната таблица са закръглени или приблизителни.
| Описание                                                      | Келвин | Целзий  | Фаренхайт | Ранкин | Делил   | Нютон  | Реомюр  | Рьомер  |
| ------------------------------------------------------------- | ------ | ------- | --------- | ------ | ------- | ------ | ------- | ------- |
| Абсолютна нула                                                | 0      | −273,15 | −459,67   | 0      | 559,725 | −90,14 | −218,52 | −135,90 |
| Температура на топене на смес от сол и лед в равни количества | 255,37 | −17,78  | 0         | 459,67 | 176,67  | −5,87  | −14,22  | −1,83   |
| Температура на замръзване на водата при нормални условия      | 273,15 | 0       | 32        | 491,67 | 150     | 0      | 0       | 7,5     |
| Средна температура на човешкото тяло                          | 310,0  | 36,6    | 98,2      | 557,9  | 94,5    | 12,21  | 29,6    | 26,925  |
| Температура на кипене на водата при нормални условия          | 373,15 | 100     | 212       | 671,67 | 0       | 33     | 80      | 60      |
| Топене на титан                                               | 1941   | 1668    | 3034      | 3494   | −2352   | 550    | 1334    | 883     |
| Повърхност на Слънцето                                        | 5800   | 5526    | 9980      | 10440  | −8140   | 1823   | 4421    | 2909    |

## Измерване на температурата
Уредите за измерване на температурата се наричат термометри. За практическо измерване на температурата се избира някой термодинамичен параметър (например температурното разширение) на определено термометрично вещество (газ, течност или твърдо вещество, например живак или спирт). Изменението на този параметър еднозначно се свързва с изменението на температурата. Съществуват термометри, които използват и други физични свойства, например електричното съпротивление.
В миналото в медицинските термометри най-често се използва живак, който обаче е голям замърсител на околната среда и не е безвреден. По тази причина са предприети законодателни мерки за ограничаване на използването му.